# 大長組
大長組は、福岡県北九州市に本拠を置き、戦後から1970年ごろまで活動した日本の暴力団。組長は、大長健一。戦前から終戦後まで大長健一が率いた愚連隊が、その後「大長組」と呼ばれるようになった。
大長健一は、大長組の組織化を嫌った。そのため、大長組には若頭や舎弟頭などの役職がなかった。

## 組長
- 大長健一

## 最高幹部
- 大長定雄
- 豊島一広
- 宮崎斉蔵
- 松村武旺